# Filadelfia (gemeente in Bolivia)
Filadelfia is een gemeente (municipio) in de Boliviaanse provincie Manuripi in het departement Pando. De gemeente telt naar schatting 6.106 inwoners (2018). De hoofdplaats is Filadelfia.